# ボグダン・プラニッチ
ボグダン・プラニッチ (セルビア語: Богдан Планић, Bogdan Planić、1992年1月19日 - ）は、セルビアのサッカー選手。ポジションはDF。

## クラブ歴
2010年にFKズラティボル・チャイェティナで選手デビュー。2013-14シーズンにOFKベオグラードに加入し、セルビア・スーペルリーガベストイレブンに選出された。翌年レッドスター・ベオグラードに移籍するが、1年でOFKベオグラードに復帰。2016年にFKヴォイヴォディナ・ノヴィ・サドに移籍。2017年にリーガIのFCステアウア・ブカレストに移籍し初の国外移籍となった。

## 代表歴
2013年に地元ウジツェで行われたセルビア代表の非公式試合に出場した。

## プレースタイル
センターバックであり、その安定感と1対1での強さはネマニャ・ヴィディッチに喩えられている。